# Der Hausgeist
Der Hausgeist ist eine deutsche Fernsehserie, die von 1991 bis 1993 vom ZDF unter Regie von Ralf Gregan (12 Folgen) und Wilfried Dotzel produziert wurde.

## Inhalt
Freifrau Henriette von Sydeck landet, nachdem ihre Villa abgerissen wird, um einem Thermalbad zu weichen, völlig überrascht in der modernen Welt. Verzweifelt macht sie sich auf die Suche nach ihrer alten Freundin Patricia von Weber. Da diese mittlerweile verstorben ist, stößt sie allerdings lediglich auf deren Neffen, den Werbetexter Ben von Weber. Dieser ist wenig begeistert und versucht, den anhänglichen Hausgeist loszuwerden. Der jedoch bringt seinen Alltag gehörig durcheinander.
Die Serie wird oft als deutsche Variante von Bezaubernde Jeannie bezeichnet. Abgesehen davon, dass es sich bei Henriette von Sydeck aber um einen Hausgeist und nicht um einen Flaschengeist handelt, gibt es auch sonst kaum inhaltliche Übereinstimmungen. Während Jeannie zum Ausüben von Zaubern die Arme verschränkt und mit dem Kopf nickt, pustet der Hausgeist über seinen ausgestreckten Zeigefinger, um zum Beispiel Gegenstände schweben zu lassen.

## Episodenliste
Die Drehbücher zu den Folgen stammen von Hartmann Schmige.

### Staffel 1 (1991)
| Folge | Titel                          | Erstausstrahlung   |
| ----- | ------------------------------ | ------------------ |
| 01    | Geisterstunde                  | 13. September 1991 |
| 02    | Ein liebenswertes Gespenst     | 20. September 1991 |
| 03    | Total verhext                  | 27. September 1991 |
| 04    | Mit allen Tricks               | 4. Oktober 1991    |
| 05    | Genuß ohne Folgen              | 11. Oktober 1991   |
| 06    | Jede Menge Probleme            | 18. Oktober 1991   |
| 07    | Ausgetrickst                   | 25. Oktober 1991   |
| 08    | Nacht der einsamen Herzen      | 8. November 1991   |
| 09    | Ein Engel in der Unterwelt     | 15. November 1991  |
| 10    | Auf den Hund gekommen          | 22. November 1991  |
| 11    | Hexenschuß                     | 29. November 1991  |
| 12    | Dem Geheimnis auf der Spur     | 6. Dezember 1991   |
| 13    | Seltsame Gäste                 | 13. Dezember 1991  |
| 14    | Man müßte nochmal zwanzig sein | 20. Dezember 1991  |

### Staffel 2 (1993)
| Folge | Titel                            | Erstausstrahlung |
| ----- | -------------------------------- | ---------------- |
| 15    | Ein toller Hecht                 | 3. Februar 1993  |
| 16    | Flirt mit Folgen                 | 4. Februar 1993  |
| 17    | Ich glaub', mich tritt ein Pferd | 8. Februar 1993  |
| 18    | Geisterfahrer                    | 9. Februar 1993  |
| 19    | Henriettes große Welttournee     | 10. Februar 1993 |
| 20    | Unter falschem Verdacht          | 11. Februar 1993 |
| 21    | Geisterjäger                     | 15. Februar 1993 |

## Gastdarsteller
In den einzelnen Episoden treten viele bekannte Schauspieler und Synchronsprecher in Gastauftritten auf, manche auch mehrmals, u. a. Alexander Herzog, Andrea Brix, Horst Pinnow, Eric Vaessen, Klaus Herm, Dieter Kursawe, Helmut Krauss, Christina Horn, Wolfgang Bahro, Martina Gedeck, Sky du Mont, Ralf Lindermann oder Herbert Herrmann.

## Technik
Die Filmtricks wurden von der Firma „Futur Effects Trickfilm“ gestaltet. Teilweise wurde mit zwei Kameras gearbeitet, um die Szenen umzusetzen, in denen Gegenstände oder Henriette von Sydeck selbst verschwinden.

## DVD-Veröffentlichung
Am 14. Juli 2008 wurde eine DVD-Box veröffentlicht, die auf drei DVDs alle 21 Folgen der zwei Staffeln enthält. Das Bildmaterial wurde im ursprünglichen 4:3-Seitenverhältnis belassen, der Ton liegt in Mono als Dolby Digital 2.0-Tonspur vor. Als Bonusmaterial ist ein altes Interview mit Stefan Behrens im ZDF-Mittagsmagazin enthalten.